# Garde frontalière arménienne
La Garde frontalière arménienne (en arménien Հայաստանի Սահմանի Պահակություն) est une branche des Forces armées arméniennes chargée de la surveillance des frontières de l'Arménie (frontière avec l'Azerbaïdjan, avec la Géorgie, avec l'Iran et avec la Turquie).
Les frontières arméno-iranienne et arméno-turque font également l'objet de la surveillance de troupes russes.
La garde frontalière arménienne possède 5 BMD-1, 44 BMP-1, 5 BRM-1K et 24 BTR-60, BTR-70 et BTR-152.[réf. nécessaire]